# Všichni jsou v pohodě
Všichni jsou v pohodě (v anglickém originále Everybody's Fine) je americký dramatický film z roku 2009. Režisérem filmu je Kirk Jones. Hlavní role ve filmu ztvárnili Robert De Niro, Drew Barrymoreová, Kate Beckinsale, Sam Rockwell a Austin Lysy.

## Ocenění
Paul McCartney byl nominován na Zlatý glóbus za titulní píseň k tomuto filmu.

## Obsazení
| Robert De Niro           | Frank Goode       |
| Drew Barrymoreová        | Rosie Goode       |
| Kate Beckinsale          | Amy Goode         |
| Sam Rockwell             | Robert Goode      |
| Austin Lysy              | David Goode       |
| Mackenzie Milone         | mladá Rosie       |
| Lily Mo Sheen            | mladá Amy         |
| Seamus Davey-Fitzpatrick | mladý Robert      |
| Chandler Frantz          | mladý David       |
| Melissa Leo              | řidička náklaďáku |